# Пам'ятки культурної спадщини Шумської громади
У статті наведений перелік об'єктів культурної спадщини Шумської громади Кременецького району Тернопільської области України.

## Пам'ятки археології
| №   | Назва                                                                       | Дата | Адреса | Охоронний номер | Документ про взяття на облік |
| --- | --------------------------------------------------------------------------- | --- | --- | --------------- | --- |
| 1   | Комплекс з 4-х городищ Антонівці І                                          | могилянська група скіфського часу (ІІ пол. VII – поч. VI ст. до н. е.), давньоруський час (Х-ХІІІ ст.) | с. Антонівці, урочище Уніяс, на лівому березі р. Іловиця, на відстані 800-900 м на південь та південний схід від с. Антонівці, на плоских верхів'ях Уніас, Лиса, Будники одного з хребтів Кременецьких гір | 2920            | Рішення виконкому Тернопільської обласної ради від 14.07.1989 № 162                                                                          |
| 2   | Поселення Антонівці ІІ                                                      | райковецька культура (кінець VII – ІХ ст.) | с. Антонівці, урочище “Гора Лиса”, на території давньоруського городища | 2914            | Наказ управління культури ОДА від 18.10.2005 № 112                                                                                           |
| 3   | Поселення Антонівці ІІІ                                                     | давньоруський час (Х-ХІІІ ст.) | с. Антонівці, урочище “Гута”, біля північно-східного підніжжя гори Уніяз | 2915            | Наказ управління культури ОДА від 18.10.2005 № 112                                                                                           |
| 4   | Поселення Антонівці IV                                                      | давньоруський час (Х-ХІІІ ст.) | с. Антонівці, урочище “Джирилівка”, на схід від городища на горі Уніяз | 2916            | Наказ управління культури ОДА від 18.10.2005 № 112                                                                                           |
| 5   | Поселення Антонівці V                                                       | давньоруський час (Х-ХІІІ ст.) | с. Антонівці, урочище “Верстав’я”, супутник городища | 2917            | Наказ управління культури ОДА від 18.10.2005 № 112                                                                                           |
| 6   | Могильник курганний Антонівці VI                                            | давньоруський час (Х-ХІІІ ст.) | с. Антонівці, урочище “Гута” | 2918            | Наказ управління культури ОДА від 18.10.2005 № 112                                                                                           |
| 7   | Могильник курганний Антонівці VII                                           | давньоруський час (Х-ХІІІ ст.) | с. Антонівці, урочище “Джирилівка” | 2919            | Наказ управління культури ОДА від 18.10.2005 № 112                                                                                           |
| 8   | Поселення Антонівці VIII                                                    | давньоруський час ( Х-ХІІІ ст.) | с. Антонівці, урочище Курганець, біля західного підніжжя гір Уніяз і Будники | 2921            | Рішення виконкому Тернопільської обласної ради від 14.07.1989 № 162                                                                          |
| 9   | Поселення Антонівці ІХ                                                      | давньоруський час (Х-ХІІІ ст.) | с. Антонівці, урочище Під Уніязом, біля північно-західного підніжжя гори | 2922            | Рішення виконкому Тернопільської обласної ради від 14.07.1989 № 162                                                                          |
| 10  | Поселення Антонівці Х                                                       | ранній залізний вік (І тис. до н. е.); давньоруський час (Х-ХІІІ ст.) | с. Антонівці, урочище Куток | 2923            | Розпорядження Представника Президента України у Тернопільській області від 25.06.1992 № 148                                                  |
| 11  | Поселення Антонівці ХІ                                                      | ранній залізний вік (І тис. до н. е.); давньоруський час (Х-ХІІІ ст.) | с. Антонівці, урочище Грабина, супутник городища | 2924            | Розпорядження Представника Президента України у Тернопільській області від 25.06.1992 № 148                                                  |
| 12  | Поселення Боложівка І                                                       | ранньозалізний час (І тис. до н. е.); давньоруська культура (ХІІ – ХІІІ ст.) | с. Боложівка, 500 м на південний схід від села, на пологих схилах правого берега потічка, правої притоки р. Вілія, на кордоні з Хмельницькою областю біля лісу                                             | 1783            | Наказ управління культури ОДА від 24.03.2011 № 36                                                                                            |
| 13  | Поселення Бриків ІІ                                                         | енеоліт-бронза (IV-ІІ тис. до н. е.) | с. Бриків, західні околиці села, 100 м від крайніх хат, правий берег р. Кума, на першій надзаплавній терасі, на мисоподібному підвищенні                                                                   | 2925            | Розпорядження Представника Президента України у Тернопільській області від 25.06.1992 № 148                                                  |
| 14  | Поселення Бриків ІІІ                                                        | енеоліт-бронза (IV-ІІ тис. до н. е.) | с. Бриків, західні околиці села, 200 м від крайніх будинків, правий берег р. Кума, на першій надзаплавній терасі.                                                                                          | 2926            | Розпорядження Представника Президента України у Тернопільській області від 25.06.1992 № 148                                                  |
| 15  | Поселення Бриків IV                                                         | могилянська група скіфського часу (ІІ пол. VII – поч. VI ст. до н. е.), давньоруський час (Х-ХІІІ ст..) | с. Бриків, правий берег р. Кума, у центрі села, на городах за магазином, навпроти містка-греблі, на південному схилі пагорба                                                                               | 1253            | Наказ управління культури ОДА від 27.01.2010 № 16                                                                                            |
| 16  | Стоянка Васьківці І                                                         | мезоліт (кінець ІХ-VI тис. до н. е.) | с. Васьківці, урочище Корчівка, західна околиця села на лівому березі р. Циганка | 2930            | Рішення виконкому Тернопільської обласної ради від 14.07.1989 № 162                                                                          |
| 17  | Стоянка Васьківці ІІ                                                        | мезоліт (кінець ІХ-VI тис. до н. е.) | с. Васьківці, урочище “Станіславівка”, лівий берег р. Циганка західна околиця села, на захід від Васьківці І                                                                                               | 2931            | Наказ управління культури ОДА від 18.10.2005 № 112                                                                                           |
| 18  | Поселення Васьківці ІІІ                                                     | енеоліт (IV-ІІІ тис. до н. е.) | с. Васьківці, урочище “Корчівка”, лівий берег р. Циганка, західна частина села | 2932            | Наказ управління культури ОДА від 18.10.2005 № 112                                                                                           |
| 19  | Поселення Васьківці IV                                                      | епоха бронзи – ранньозалізний час (ІІ-І тис. до н. е.); давньоруський час (ХІІ – ХІІІ ст.) | с. Васьківці, центральна частина села, 500 м на схід від ставка, на підвищеному мисі. | 1722            | Наказ управління культури ОДА від 27.01.2010 № 16                                                                                            |
| 20  | Городище Васьківці V                                                        | давньоруський час (ХІІ-ХІІІ ст.) | с. Васьківці, лівий берег р. Циганки, в лісі, східні околиці села, на високому мисоподібному пагорбі | 2927            | Наказ управління культури ОДА від 18.10.2005 № 112                                                                                           |
| 21  | Поселення та городище Васьківці VI                                          | лендельська культура (IV – кінець Ш тис. до н. е.); комарівсько-тшинецька культура (XVI – ХІІ ст. до н. е.); давньоруський час (Х-ХІІІ ст.) | с. Васьківці, лівий берег р. Циганка, урочище “Замчисько”, східні околиці села в лісі, на сусідньому пагорбі з городищем Васьківці V                                                                       | 2928            | Наказ управління культури ОДА від 18.10.2005 № 112                                                                                           |
| 22  | Поселення Васьківці VII                                                     | черняхівська культура (ІІІ- IV ст. н. е.) | с. Васьківці, урочище “Під Гайками” та “Бердиною”, лівий берег р. Вілія | 2929            | Наказ управління культури ОДА від 18.10.2005 № 112                                                                                           |
| 23  | Стоянка Велика Іловиця І                                                    | пізній палеоліт (40-10 тис. років тому) | с. Велика Іловиця, урочище Червоний Камінь, на мисі північного краю Дублівської височини, 2 км на північ від села                                                                                          | 2934            | Рішення виконкому Тернопільської обласної ради від 14.07.1989 № 162                                                                          |
| 24  | Стоянка Велика Іловиця ІІ                                                   | пізній палеоліт (40-10 тис. років тому) | с. Велика Іловиця, урочище “Червоний камінь”, 2 км на північ від села та 100 м на північ від стоянки ВІ-І, на південно-західному схилі мису                                                                | 2936            | Наказ управління культури ОДА від 18.10.2005 № 112                                                                                           |
| 25  | Стоянка Велика Іловиця ІІІ                                                  | пізній палеоліт (40-10 тис. років тому) | с. Велика Іловиця, урочище “Загірські поля”, 1,5 км на північ від села, в районе балки | 2937            | Наказ управління культури ОДА від 18.10.2005 № 112                                                                                           |
| 26  | Стоянка Велика Іловиця IV                                                   | мезоліт (кінець ІХ-VI тис. до н. е.) | с. Велика Іловиця, урочище “Гутисько”, правий берег р. Іловиця, недалеко ставка | 2935            | Наказ управління культури ОДА від 18.10.2005 № 112                                                                                           |
| 27  | Стоянка Велика Іловиця V                                                    | мезоліт (кінець ІХ-VI тис. до н. е.) | с. Велика Іловиця, урочище “Тракторна бригада”, лівий берег р. Іловиця | 2933            | Наказ управління культури ОДА від 18.10.2005 № 112                                                                                           |
| 28  | Стоянка Вілія І                                                             | пізній палеоліт (40-10 тис. років тому) | с. Вілія, урочище Гора Калинівщина, північні околиці села, на лівому березі р, Вілія | 2938            | Рішення виконкому Тернопільської обласної ради від 14.07.1989 № 162                                                                          |
| 29  | Стоянка Вілія ІІ                                                            | пізній палеоліт (40-10 тис. років тому) | с. Вілія, урочище “Дубина”, правий берег р. Вілія, в східній частині села | 2939            | Наказ управління культури ОДА від 18.10.2005 № 112                                                                                           |
| 30  | Стоянка Вілія ІІІ                                                           | пізній палеоліт (40-10 тис. років тому) | с. Вілія, урочище “Курган”, лівий берег р. Вілія, в центрально-східній частині села | 2940            | Наказ управління культури ОДА від 18.10.2005 № 112                                                                                           |
| 31  | Стоянка Жолобки І                                                           | фінальний палеоліт, мезоліт (15-10 тис. р. до н.е.); | с. Жолобки, за 1 км на південний-схід від села, на високому пагорбі над лісом | 4570-Тр         | Наказ департаменту культури, релігій та національностей ОДА від 15.05.2014 № 76-од, Наказ Міністерства культури України від 18.04.2017 № 353 |
| 32  | Кременеобробна майстерня Залісці І                                          | енеоліт – епоха бронзи (IV-ІІІ тис. до н.е.) | с. Залісці, північно-східна частина села, лівий берег р. Людимирка | 1964            | Наказ департаменту культури, релігій та національностей ОДА від 15.05.2014 № 76-од                                                           |
| 33  | Поселення Коновиця І                                                        | трипільська культура (IV-кінець ІІІ тис. до н.е.); підкарпатська культура шнурової кераміки (ХІХ – XVI ст. до. н. е.); могилянська група скіфського часу (ІІ пол. VII – поч. VI ст. до н. е.) | с. Коновиця, урочище “Корзун”, на дюні, лівий берег р. Кума, 1 км на південній захід від села | 2941            | Наказ управління культури ОДА від 18.10.2005 № 112                                                                                           |
| 34  | Поселення Кордишів І                                                        | давньоруська культура (Х – ХІІІ ст.) | с. Кордишів, південно-західні околиці села, на підвищеному мисі, утвореному потічком та лівим берегом р. Вілія, урочище «Замчисько»                                                                        | 1777            | Наказ Управління культури Тернопільської ОДА від 24.03.2011 № 36                                                                             |
| 35  | Поселення Кордишів ІІ                                                       | комарівсько-тшинецька культура (XV – ХІІІ ст. до н.е.); могилянська група скіфського часу (VIII – VI ст. до н.е.); давньоруська культура (Х – ХІІІ ст.) | с. Кордишів, західні околиці села, на городі Лукащука, на підвищеному мисі, утвореному лівим берегом потічка                                                                                               | 1778            | Наказ управління культури ОДА від 24.03.2011 № 36                                                                                            |
| 36  | Поселення Кордишів ІІІ                                                      | давньоруська культура (ХІІ – ХІІІ ст.); ранній залізний вік (VII-V ст. до н.е.); комарівсько-тшинецька культура (XV-XII ст.) | с. Кордишів, поблизу церкви | 4389-Тр         | Наказ управління культури ОДА від 24.03.2011 № 36, Наказ Міністерства культури України від 23.01.2012 № 51                                   |
| 37  | Стоянка Кордишів IV                                                         | пізній палеоліт (35 – 10 тис. р. до н.е.) | с. Кордишів, 2 км на захід від села | 4390-Тр         | Наказ управління культури ОДА від 24.03.2011 № 36, Наказ Міністерства культури України від 23.01.2012 № 51                                   |
| 38  | Поселення Кордишів V                                                        | VII – V ст. до н.е. | с. Кордишів | 4391-Тр         | Наказ управління культури ОДА від 24.03.2011 № 36, Наказ Міністерства культури України від 23.01.2012 № 51                                   |
| 39  | Поселення КордишівVІ                                                        | комарівсько-тшинецька культура (XV – ХІІ ст. до н.е.) | с. Кордишів | 4392-Тр         | Наказ управління культури ОДА від 24.03.2011 № 36, Наказ Міністерства культури України від 23.01.2012 № 51                                   |
| 40  | Поселення Кордишів VII                                                      | епоха бронзи – ранньозалізний час (ІІ-І тис до н. е.) | с. Кордишів, 1 км на схід від села на східному схилі балки | 1867            | Наказ управління культури ОДА від 26.06.2012 № 97                                                                                            |
| 41  | Археологічний комплекс Кордишів VIII (територія Соснівської сільської ради) | поселення: фінальний палеоліт (40-10 тис. р.т.); комарівсько-тшинецька (XVI-XIV ст. до н.е.); могилянська група ранньозалізного віку (VIII-VII ст. до н.е.); давньоруський час, ХІІ-ХІІІ ст. могильник: комарівсько-тшинецька (XVI-XIV ст. до н.е.); | с. Кордишів, західні околиці урочища „Замчище”, на вершині пагорба біля лісу | 4571-Тр         | Наказ департаменту культури, релігій та національностей ОДА від 15.05.2014 № 76-од, Наказ Міністерства культури України від 18.04.2017 № 353 |
| 42  | Стоянка Кордишів ІХ                                                         | пізній палеоліт (40-10 тис. років тому) | с. Кордишів, на околиці села, правий берег р. Вілія, на невеликому мисі | 2942            | Наказ управління культури ОДА від 18.10.2005 № 112                                                                                           |
| 43  | Поселення Кордишів Х                                                        | комарівська культура (XV-XIV ст. до н.е.); ранньозалізний вік (І тис. до н.е.); черняхівська культура (III-IV ст. н.е.); давньоруський час (Х-ХІІІ ст.н.е.); | с. Кордишів, центральна частина села біля магазину, на правому березі р. Вілія нижче мосту | 2048            | Наказ управління культури ОДА від 09.09.2016 № 121-од                                                                                        |
| 44  | Кременеобробна майстерня Кордишів ХІ                                        | епоха бронзи (кін. ІІІ- поч. ІІ тис. до н. е.); | c. Кордишів, центральна частина села за 150 м на південь від церкви. На вершині пагорба в саду за господарськими будівлями приватного господарства                                                         | 2083            | Наказ управління культури ОДА від 09.03.2017 № 34-од                                                                                         |
| 45  | Поселення Кордишів ХІІ                                                      | могилянська група ранньозалізного віку (VIII – VII ст. до н.е.); давньоруський час (ХІІ-ХІІІ ст.); | c. Кордишів, південно-західна частина села, на правому березі р. Вілія. На підвищеному мисі із північною експозицією                                                                                       | 2084            | Наказ управління культури ОДА від 09.03.2017 № 34-од                                                                                         |
| 46  | Стоянка Кордишів ХІІІ                                                       | фінальний палеоліт – мезоліт (15-10 тис. р. до н.е.) | c. Кордишів, південно-західна частина села, урочище «Лиса Гора». На вершині пагорба, із східної сторони від лісу                                                                                           | 2085            | Наказ управління культури ОДА від 09.03.2017 № 34-од                                                                                         |
| 47  | Стоянка – майстерня (кременеобробна) Кордишів XIV                           | фінальний палеоліт – мезоліт (15-10 тис. р. до н.е.) | c. Кордишів, північно-західна частина села, над кар’єром. На лівому борті глибокої балки | 2086            | Наказ управління культури ОДА від 09.03.2017 № 34-од                                                                                         |
| 48  | Поселення Круголець І                                                       | комарівсько-тшинецька культура (XV-XIV ст. до н.е.), давньоруська культура (ХІІ – ХІІІ ст.) | с. Круголець, північна частина села, правий берег р. Вілія, південно-східний схил пагорба, біля ферми | 1833            | Наказ управління культури ОДА від 09.02.2012 № 14                                                                                            |
| 49  | Стоянка Кути І                                                              | пізній палеоліт (40-10 тис. років тому) | с. Кути, на околиці села, невеликому мисі над безіменним потічком | 2944            | Наказ управління культури ОДА від 18.10.2005 № 112                                                                                           |
| 50  | Городище Кути ІІ                                                            | давньоруський час (ІХ-ХІ ст.) | с. Кути, урочище “Городисько-Гутисько”, правий берег р. Кутянка, в центрі села, зліва від дороги на м. Шумськ, подвійний вал висотою 1-2 м                                                                 | 2946            | Наказ управління культури ОДА від 18.10.2005 № 112                                                                                           |
| 51  | Стоянка та поселення Кути ІІІ                                               | пізній палеоліт (40-10 тис. років тому), трипільська культура (IV-кінець ІІІ тис. до н.е.); | с. Кути, урочище “Березина”, правий берег р. Кутянка, 0,2 км на захід від села | 2947            | Наказ управління культури ОДА від 18.10.2005 № 112                                                                                           |
| 52  | Поселення Кути IV                                                           | енеоліт (IV-ІІІ тис. до н. е.) | с. Кути, урочище “Лебедин”, правий берег р. Кутянка, в центрі села, біля ферми | 2945            | Наказ управління культури ОДА від 18.10.2005 № 112                                                                                           |
| 53  | Поселення Кути V                                                            | ранньозалізний вік (І тис. до н.е.); давньоруський час (ХІІ-ХІІІ ст.н.е.); пізнє середньовіччя (XVI – XVIII ст.) | с. Кути, близько 800 м на північний схід від с. Кути, північна частина села на підвищеній овальній дюні посеред заплави, 300 м на північ від символічної могили воїнам УПА                                 | 2055            | Наказ управління культури ОДА від 09.09.2016 № 121-од                                                                                        |
| 54  | Майстерня Кутянка І                                                         | підкарпатська культура шнурової кераміки (ХІХ – XVI ст. до. н. е.) | с. Кутянка, на березі струмка – притоки р. Вілія | 2948            | Наказ управління культури ОДА від 18.10.2005 № 112                                                                                           |
| 55  | Поселення Кутянка IV                                                        | епоха бронзи - ранній залізний вік (ІІ-І тис. до н. е.), давньоруський час (ХІІ – ХІІІ ст.) | с. Кутянка, на правому березі третього ставка (по течії), І та ІІ надзаплавна тераса. | 1430            | Наказ управління культури ОДА від 27.01.2010 № 16                                                                                            |
| 56  | Поселення Кутянка V                                                         | комарівсько-тшинецька культура (XV-XIV ст. до н.е.); могилянська група ранньоскіфського часу (ІІ пол. VII – поч. VI ст. до н. е.); давньоруський час (ХІІ - ХІІІ ст.) | с. Кутянка, на північний схід від става №3 на схилі мису, утвореного берегом ставу | 1431            | Наказ управління культури ОДА від 27.01.2010 № 16                                                                                            |
| 57  | Поселення Кутянка VI                                                        | енеоліт (лендельська культура) (IV-III тис. до н. е.); давньоруський час (ХІІ – ХІІІ ст.) | с. Кутянка, на мисоподібному виступі, утвореного лівим берегом ставу №1, південно-західні околиці села на лівій притоці р. Кутянка                                                                         | 1432            | Наказ управління культури ОДА від 27.01.2010 № 16                                                                                            |
| 58  | Стоянка Кутянка VII                                                         | пізній палеоліт (40-10 тис. років тому) | с. Кутянка, південно-західні околиці села, на підвищенні правого берега р. Кутянка (І та ІІ надзаплавна тераса), біля крайніх будинків під лісом                                                           | 1433            | Наказ управління культури ОДА від 27.01.2010 № 16                                                                                            |
| 59  | Поселення Літовище І                                                        | енеоліт (IV-ІІІ тис. до н. е.); давньоруський час (Х-ХІІІ ст.) | с. Літовище, урочище “Москове – Янове Гутисько”, біля витоку потічка | 2950            | Наказ управління культури ОДА від 18.10.2005 № 112                                                                                           |
| 60  | Городище Літовище ІІ                                                        | давньоруський час (Х-ХІІІ ст.) | с. Літовище, в районі хутора Городисько Гутисько | 2949            | Наказ управління культури ОДА від 18.10.2005 № 112                                                                                           |
| 61  | Стоянка Мала Іловиця ІІ                                                     | пізній палеоліт (40-10 тис. років тому) | с. Мала Іловиця, урочище Гора Пустельня, біля потічка - притоку р. Іловиця в кар'єрі | 2952            | Рішення виконкому Тернопільської обласної ради від 14.07.1989 № 162                                                                          |
| 62  | Поселення Мала Іловиця І                                                    | підкарпатська культура шнурової кераміки (ХІХ – XVI ст. до. н. е.) | с. Мала Іловиця, на дюні поблизу школи | 2951            | Наказ управління культури ОДА від 18.10.2005 № 112                                                                                           |
| 63  | Поселення Мирове І                                                          | комарівсько-тшинецька культура (XV-XII ст.);давньоруська культура (ХІІ-ХІІІ ст.) | Південно-східні околиці села,в східній частині мису, утвореного лівим берегом р. Вілія | 4393-Тр         | Наказ управління культури ОДА від 24.03.2011 № 36, Наказ Міністерства культури України від 23.01.2012 № 51                                   |
| 64  | Поселення Мирове ІІ                                                         | комарівсько-тшинецька культура (XV-XII ст.); давньоруська культура (ХІІ-ХІІІ ст.) | Південно-східні околиці села, в східній частині мису, утвореного лівим берегом р. Вілія | 4394-Тр         | Наказ управління культури ОДА від 24.03.2011 № 36, Наказ Міністерства культури України від 23.01.2012 № 51                                   |
| 65  | Стоянка та поселення Новосілка І                                            | пізній палеоліт (40-10 тис. років тому), давньоруський час (ХІ-ХІІ ст.) | с. Новосілки, урочище “Ольжина долина”, правий берег р. Вілія, 0,7 км на південь від села | 2954            | Наказ управління культури ОДА від 18.10.2005 № 112                                                                                           |
| 66  | Поселення Новостав І                                                        | черняхівська культура (ІІІ- IV ст. н. е.) | с. Новостав, між селами Новостав і Шумбар, на південному схилі долини р. Вілія | 2955            | Наказ управління культури ОДА від 18.10.2005 № 112                                                                                           |
| 67  | Стоянка Новостав ІІ                                                         | мезоліт (кінець ІХ-VI тис. до н. е.) | с. Новостав, урочище Поле Гури, на південь від розвилки дороги на села Малі Дедеркали і Шумбар | 2958            | Рішення виконкому Тернопільської обласної ради від 14.07.1989№ 162                                                                           |
| 68  | Поселення Новостав ІІІ                                                      | черняхівська культура (ІІІ- IV ст. н. е.) | с. Новостав, урочище “Підлісок” | 2956            | Наказ управління культури ОДА від 18.10.2005 № 112                                                                                           |
| 69  | Стоянка і поселення Новостав IV                                             | пізній палеоліт (40-10 тис. років тому); висоцька культура (XI-VI ст. до н. е.), могилянська група, тшинецька культура (XV-XII ст.); райковецька культура (VIII-IX ст.) | с. Новостав, урочище Лиса Гора, на схилі плато над правим берегом р. Вілії. | 2957            | Рішення виконкому Тернопільської обласної ради від 14.07.1989 № 162                                                                          |
| 70  | Поселення Обич І                                                            | комарівсько-тшинецька культура (XV-XII ст.); могилянська група скіфського часу (ІІ пол. VII – поч. VI ст. до н. е.), черняхівська культура (ІІІ- IV ст. н. е.), давньоруський час (Х-ХІІІ ст.) | с. Обич, 1 км на північний схід від церкви, північний берег ставка, на 2-х мисоподібних підвищеннях берега, урочище Циганка                                                                                | 1222            | Наказ управління культури ОДА від 27.01.2010 № 16                                                                                            |
| 71  | Поселення Обич ІІ                                                           | могилянська група скіфського часу (ІІ пол. VII – поч. VI ст. до н. е.); черняхівська культура (ІІІ- IV ст. н. е.) | с. Обич, правий берег струмка, що впадає в ставок, 200 м на північ від церкви, на І та ІІ надзаплавних терасах                                                                                             | 1223            | Наказ управління культури ОДА від 27.01.2010 № 16                                                                                            |
| 72  | Поселення Обич ІІІ                                                          | давньоруський час (Х ст.) | с. Обич, центральна частина села, на південно-східному схилі мису, утвореному злиттям двох струмків | 1406            | Наказ управління культури ОДА від 27.01.2010 № 16                                                                                            |
| 73  | Стоянка Онишківці І                                                         | пізній палеоліт (40-10 тис. років тому) | с. Онишківці, на невеликому мисі правого берега р. Вілія | 2961            | Наказ управління культури ОДА від 18.10.2005 № 112                                                                                           |
| 74  | Стоянка, поселення та городище Онишківці ІІ                                 | пізній палеоліт (40-10 тис. років тому) ; трипільська культура (IV-кінець ІІІ тис. до н.е.); лендельська культура (IV –кінець Ш тис. до н.е.); культура кулястих амфор (сер. – ІІ пол. ІІІ тис. до н. е.); підкарпатська культура шнурової кераміки (ХІХ – XVI ст. до. н. е.); могилянська група скіфського часу (ІІ пол. VII – поч. VI ст. до н. е.) ; давньоруський час (Х-ХІІІ ст.) | с. Онишківці, урочище “Замчисько”, правий берег р. Кума, урочище «Соснина» | 2959            | Наказ управління культури ОДА від 18.10.2005 № 112                                                                                           |
| 75  | Поселення, городище Онишківці ІІІ                                           | могилянська група скіфського часу (ІІ пол. VII – поч. VI ст. до н. е.), давньоруський час (Х, ХІ, ХІІ-ХІІІ ст.) | с. Онишківці (в літературі – Бриків), правий берег р. Куми, ур. Городище | 649             | Рішення виконкому Тернопільської обласної ради від 22.03.1971 № 147                                                                          |
| 76  | Поселення, могильник, курган Онишківці IV                                   | енеоліт (IV-ІІІ тис. до н.е.), ранній залізний вік (І тис. до н. е.); давньоруський час (Х-ХІІІ ст.) | с. Онишківці, на схід від городища, південно-західні околиці села, на городах | 2960            | Наказ управління культури ОДА від 18.10.2005 № 112                                                                                           |
| 77  | Стоянка Переморівка І                                                       | пізній палеоліт (40-10 тис. років тому),доба бронзи (ІІІ-ІІ тис. до н. е.) | с. Переморівка, північно-східні околиці села, правий берег струмка | 1847            | Наказ управління культури ОДА від 09.02.2012 № 14                                                                                            |
| 78  | Поселення Рохманів І                                                        | черняхівська культура (ІІІ- IV ст. н. е.) | с. Рахманів, по дорозі з Шумська до села, лівий берег р. Вілія | 2962            | Наказ управління культури ОДА від 18.10.2005 № 112                                                                                           |
| 79  | Поселення Рохманів ІІ                                                       | комарівсько-тшинецька культура (XVI – ХІІ ст. до н. е.) | с. Рахманів, за 200 м на північний схід від села, лівий берег ставу, на ІІ надзаплавній терасі мису, обмеженого двома балками                                                                              | 2963            | Наказ управління культури ОДА від 18.10.2005 № 112                                                                                           |
| 80  | Поселення Рохманів ІІІ                                                      | епоха бронзи – ранньозалізний час (І тис. до н. е.) | с. Рахманів, 1 км на південний-захід від села на південному схилі пагорба по лівому березі струмка | 1874            | Наказ управління культури ОДА від 26.06.2012 № 97                                                                                            |
| 81  | Стоянка Соснівка І                                                          | пізній палеоліт (40-10 тис. років тому) | с. Соснівка, біля села на невеликому мисі правого берега потічка | 2964            | Наказ управління культури ОДА від 18.10.2005 № 112                                                                                           |
| 82  | Поселення Стіжок IV                                                         | давньоруський час (ХІІ-ХІІІ ст.) | с. Стіжок, урочище “Замок”, південно-східне підніжжя гори, на якій городище, в центрі села | 1326            | Наказ управління культури ОДА від 18.10.2005 № 112                                                                                           |
| 83  | Городище Стіжок V                                                           | давньоруський час (Х-ХІІІ ст.) | с. Стіжок, урочище “Гора Св. Трійці” | 2965            | Наказ управління культури ОДА від 18.10.2005 № 112                                                                                           |
| 84  | Городище Стіжок VI                                                          | давньоруський час (ХІІ-ХІІІ ст.) | с. Стіжок, урочище “Замок” | 2967            | Наказ управління культури ОДА від 18.10.2005 № 112                                                                                           |
| 85  | Поселення Стіжок VII                                                        | давньоруський час (Х-ХІІІ ст.) | с. Стіжок, на північний схід від гори Св. Трійці в долині | 2966            | Наказ управління культури ОДА від 18.10.2005 № 112                                                                                           |
| 86  | Поселення Сураж І                                                           | давньоруський час (Х-ХІІІ ст.) | с. Сураж, 2,5 км на північний схід від села, урочище “Високе поле – Ходаки”, лівий берег потічка | 2968            | Наказ управління культури ОДА від 18.10.2005 № 112                                                                                           |
| 87  | Поселення Сураж ІІ                                                          | ранній залізний вік (І тис. до н. е.); давньоруський час (Х-ХІІІ ст.) | с. Сураж, урочище Острів, північно-східні околиці села, правий берег р. Вілія, на північ від траси Шумськ - Острог, на межі з Хмельницькою обл.                                                            | 2969            | Розпорядження Представника Президента України у Тернопільській області від 25.06.1992 № 148                                                  |
| 88  | Поселення Сураж ІІІ                                                         | енеоліт (IV-ІІІ тис. до н. е.), ранній залізний вік (І тис. до н. е.) | с. Сураж, урочище Гора Лисиця, північно-східні околиці села, 200 м на південь від дороги Шумськ-Острог | 2970            | Розпорядження Представника Президента України у Тернопільській області від 25.06.1992 № 148                                                  |
| 89  | Поселення Сураж IV                                                          | пізній палеоліт (40-10 тис. років тому), культура шнурової кераміки (ІІІ-ІІ тис. до н. е.); бабинська культура (ІІІ-ІІ тис. до н. е.); комарівсь-тшинецька культура (XVII-XIV ст. до н.е.); могилянська група скіфського часу (ІІ пол. VII – поч. VI ст. до н. е.); давньоруський час (Х-ХІ, ХІІ – ХІІІ ст.); пізнє середньовіччя (XVI-XVII ст.)                                       | с. Сураж, південно-західні околиці села, на городах, у південно-східній частині великого мису утвореного лівим берегом р. Вілія                                                                            | 1400            | Наказ управління культури ОДА від 27.01.2010 № 16                                                                                            |
| 90  | Поселення Сураж VI                                                          | комарівсько-тшинецька культура (XV-XII ст. до н. е.); могилянська група скіфського часу (ІІ пол. VII – поч. VI ст. до н. е.); давньоруський час (Х ст., ХІІ – ХІІІ ст.) | с. Сураж, центральна частина села, 200 м на південний захід від церкви, нижче поселення Сураж ІІІ, на високому мисі утвореного правим бортом глибокої балки                                                | 1402            | Наказ управління культури ОДА від 27.01.2010 № 16                                                                                            |
| 91  | Поселення Сураж VIII                                                        | пізній палеоліт;давньоруський час (ХІІ – ХІІІ ст.) | с. Сураж, північні околиці села, біля соснового лісу, на вершинні мису утвореного лівим бортом заболоченої балки                                                                                           | 1403            | Наказ управління культури ОДА від 27.01.2010 № 16                                                                                            |
| 92  | Поселення Сураж ІХ                                                          | енеоліт (лендельська культура) (IV-III тис. до н. е.); комарівсько-тшинецька культура (XV-XII ст. до н. е.); могилянська група скіфського часу (ІІ пол. VII – поч. VI ст. до н. е.); давньоруський час (ХІІ – ХІІІ ст.) | с. Сураж, північно-східні околиці села, на вершині видовженої дюни, по лівому берегу р. Вілія, біля хреста                                                                                                 | 1404            | Наказ управління культури ОДА від 27.01.2010 № 16                                                                                            |
| 93  | Стоянка Угорськ І                                                           | пізній палеоліт (40-10 тис. років тому) | с. Угорськ, урочище “Гутисько –Мелашичі”, 1,5 км на північний захід від села | 2971            | Наказ управління культури ОДА від 18.10.2005 № 112                                                                                           |
| 94  | Поселення Цеценівка І                                                       | ранньоскіфський період (VII – V ст. до н. е.) | с. Цеценівка, західна околиця села, лівий берег р. Вілія | 2972            | Наказ управління культури ОДА від 18.10.2005 № 112                                                                                           |
| 95  | Стоянка Цеценівка ІІ                                                        | пізній палеоліт (40-10 тис. років тому) | с. Цеценівка, 0,8 км на схід від села, над крейдяним кар’єром, на вершині гори, вкритої сосновим лісом, лівий берег р. Вілія                                                                               | 1279            | Наказ управління культури ОДА від 27.01.2010 № 16                                                                                            |
| 96  | Поселення Шумбар І                                                          | пшеворська культура (середина І ст. до н. е. – ІІІ ст. н. е.) | с. Шумбар, північно-східний схил гори біля ставка, зліва від дороги Новостав - Шумбар | 2973            | Наказ управління культури ОДА від 18.10.2005 № 112                                                                                           |
| 97  | Поселення Шумськ І                                                          | бронза – ранній залізний вік (І тис. до н.е.); давньоруський час (Х-ХІІІ ст.) | м. Шумськ, урочище “Біля мосту до парку відпочинку”, лівий берег р. Кума, південно-східна околиця міста | 2974            | Наказ управління культури ОДА від 18.10.2005 № 112                                                                                           |
| 98  | Поселення Шумськ ІІ                                                         | давньоруський час (Х ст.) | м. Шумськ,вул. Ів. Франка, 2; (територія промзони), західна частина міста, на підвищеному мисі, утвореному заплавою правого берега р. Вілія                                                                | 1379            | Наказ управління культури ОДА від 27.01.2010 № 16                                                                                            |
| 99  | Стоянка Шумськ IV                                                           | пізній палеоліт (40-10 тис. років тому) | м. Шумськ, південно-західна частина міста, в районі хлібзаводу, урочище «Соснина», на вершині овального миса на правом березі р. Вілія                                                                     | 1662            | Наказ управління культури ОДА від 27.01.2010 № 16                                                                                            |
| 100 | Поселення Шумськ V                                                          | давньоруський час (ХІІ – ХІІІ ст.) | м. Шумськ, північно-західна частина міста, 100 м на південь від автостанції | 1689            | Наказ управління культури ОДА від 27.01.2010 № 16                                                                                            |
| 101 | Поселення Шумськ VI                                                         | лендельська культура (IV-III тис. до н. е.), комарівсько-тшинецька (XV – ХІІ ст. до н.е.), давньоруський час (ХІІ – ХІІІ ст.) | м. Шумськ, південні околиці міста, лівий берег р. Кума, на північ від водозабору | 1732            | Наказ управління культури ОДА від 27.01.2010 № 16                                                                                            |
| 102 | Поселення Шумськ VII                                                        | комарівсько-тшинецька культура (XV – ХІІ ст. до н. е.) | м. Шумськ, лівий берег р. Вілія, 150 м. по течії від мосту | 2975            | Наказ управління культури ОДА від 18.10.2005 № 112                                                                                           |
| 103 | Поселення Шумськ VIII                                                       | комарівсько-тшинецька культура (XV – ХІІ ст. до н. е.);– могилянська група скіфського часу (Друга половина VII – початок VI ст. до н. е.) ;– культура Лука-Райковецька (кінець VII – ІХ ст.);– давньоруський час (Х-ХІІІ ст.) | м. Шумськ, Пн околиця міста, лівий берег р. Вілія, на мисі на захід від хутора Чиранки | 2976            | Наказ управління культури ОДА від 18.10.2005 № 112                                                                                           |

## Пам'ятки архітектури
| №   | Назва                                        | Дата             | Адреса                          | Охоронний номер | Документ про взяття на облік                                         |
| --- | -------------------------------------------- | ---------------- | ------------------------------- | --------------- | -------------------------------------------------------------------- |
| 1.  | Церква св. Миколая (дер.)                    | 1899 р.          | с. Андрушівка                   | 1962            | розпорядження Представника Президента України від 22.02.1993 р. № 58 |
| 2.  | Церква св. Михаїла (дер.)                    | 1635 р.          | с. Башківці                     | 1950            | розпорядження Представника Президента України від 22.02.1993 р. № 58 |
| 3.  | Церква Різдва Богородиці (мур.)              | 1907 р.          | с. Биківці                      | 1969            | розпорядження Представника Президента України від 22.02.1993 р. № 58 |
| 4.  | Церква Покрови (мур.)                        | 1909 р.          | с. Боложівка                    | 1937            | розпорядження Представника Президента України від 22.02.1993 р. № 58 |
| 5.  | Церква Іоанна Богослова (мур.)               | 1936 р.          | с. Васьківці                    | 1955            | розпорядження Представника Президента України від 22.02.1993 р. № 58 |
| 6.  | Церква (мур.)                                | XVIII ст.        | с. Биківці                      | 1940            | розпорядження Представника Президента України від 22.02.1993 р. № 58 |
| 7.  | Церква (мур.)                                | 1797 р.          | с. Вілія                        | 1963/1          | розпорядження Представника Президента України від 22.02.1993 р. № 58 |
| 8.  | Дзвіниця (мур.)                              | 1797 р.          | с. Вілія                        | 1963/2          | розпорядження Представника Президента України від 22.02.1993 р. № 58 |
| 9.  | Дзвіниця Покровської церкви (дер.)           | XVII ст.         | с. Кордишів                     | 346             | розпорядження Представника Президента України від 22.02.1993 р. № 58 |
| 10. | Церква Покрови (дер.)                        | 1913 р.          | с. Кордишів                     | 346             | розпорядження Представника Президента України від 22.02.1993 р. № 58 |
| 11. | Церква св. Миколая (дер.)                    | 1790 р.          | с. Малі Садки                   | 1954            | розпорядження Представника Президента України від 22.02.1993 р. № 58 |
| 12. | Церква св. Михаїла (дер.)                    | 1770 р.          | с. Мирове                       | 1952/1          | розпорядження Представника Президента України від 22.02.1993 р. № 58 |
| 13. | Дзвіниця церкви св. Михаїла (дер.)           | 1770 р.          | с. Мирове                       | 1952/2          | розпорядження Представника Президента України від 22.02.1993 р. № 58 |
| 14. | Млин (мур.)                                  | ХІХ ст.          | с. Новостав                     | 1936            | розпорядження Представника Президента України від 22.02.1993 р. № 58 |
| 15. | Церква св. Михаїла (дер.)                    | 1786 р.          | с. Новостав                     | 1602            | постанова Ради Міністрів УРСР від 06.09.1979 р. № 442                |
| 16. | Церква Покрови (дер.)                        | 1753 р.          | с. Перемирівка                  | 1947            | розпорядження Представника Президента України від 22.02.1993 р. № 58 |
| 17. | Церква Покрови (мур.)                        | 1779 р.          | с. Потуторів                    | 1956            | розпорядження Представника Президента України від 22.02.1993 р. № 58 |
| 18. | Церква Святої Трійці (дер.)                  | 1730 р.          | с. Рохманів                     | 1967            | розпорядження Представника Президента України від 22.02.1993 р. № 58 |
| 19. | Церква Преображення (мур.)                   | 1896 р.          | с. Стіжок                       | 1944            | розпорядження Представника Президента України від 22.02.1993 р. № 58 |
| 20. | Церква                                       | 1551 р.          | с. Стіжок                       | 345             | розпорядження Представника Президента України від 22.02.1993 р. № 58 |
| 21. | Церква Різдва Богородиці (мур.)              | 1730 р.          | с. Сураж                        | 1943            | розпорядження Представника Президента України від 22.02.1993 р. № 58 |
| 22. | Церква (мур.)                                | 1938 р.          | с. Тетильківці                  | 1968            | розпорядження Представника Президента України від 22.02.1993 р. № 58 |
| 23. | Церква Воздв. Чесного Хреста (мур.)          | 1905 р.          | с. Тилявка                      | 1951            | розпорядження Представника Президента України від 22.02.1993 р. № 58 |
| 24. | Церква (мур.)                                | 1926 р.          | с. Угорськ                      | 1949            | розпорядження Представника Президента України від 22.02.1993 р. № 58 |
| 25. | Спасо-Преображенська церква (мур.)           | 1637-1715 рр.    | смт Шумська вул. Українська, 13 | 1601/1          | постанова Ради Міністрів УРСР від 06.09.1979 р. № 442                |
| 26. | Дзвіниця Спасо-Преображенської церкви (мур.) | кінець XVIII ст. | смт Шумська вул. Українська, 13 | 1601/2          | постанова Ради Міністрів УРСР від 06.09.1979 р. № 442                |

## Пам'ятки історії
| №  | Назва                                                                             | Дата    | Адреса                             | Охоронний номер | Документ про взяття на облік                                                                      |
| -- | --------------------------------------------------------------------------------- | ------- | ---------------------------------- | --------------- | ------------------------------------------------------------------------------------------------- |
| 1  | Пам’ятне місце масових розстрілів євреїв                                          |         | м. Шумськ, на захід від хлібзаводу | 1917            | Розпорядження Представника Президента України в Тернопільській області від 25.06.1992 р. № 148    |
| 2  | Могили (одиночні, 2) воїнів Української Повстанської Армії                        |         | с. Андрушівка                      | 1900            | Наказ управління культури Тернопільської обласної державної адміністрації від 18.10.2005 р. № 112 |
| 3  | Меморіальний комплекс: Штаб Української Повстанської Армії-“Південь”              | 1943 р. | с. Антонівці, ур. “Штаб”           | 1911            | Наказ управління культури Тернопільської обласної державної адміністрації від 18.10.2005 р. № 112 |
| 4  | Могила воїна Української Повстанської Армії                                       |         | с. Биківці                         | 1901            | Наказ управління культури Тернопільської обласної державної адміністрації від 18.10.2005 р. № 112 |
| 5  | Могила воїнів Української Повстанської Армії (3 чол.)                             |         | с. Боложівка                       | 1902            | Наказ управління культури Тернопільської обласної державної адміністрації від 18.10.2005 р. № 112 |
| 6  | Могила воїнів Української Повстанської Армії                                      |         | с. Бриків                          | 1903            | Наказ управління культури Тернопільської обласної державної адміністрації від 18.10.2005 р. № 112 |
| 7  | Братська могила воїнів Української Повстанської Армії                             |         | с. Васьківці                       | 1904            | Наказ управління культури Тернопільської обласної державної адміністрації від 18.10.2005 р. № 112 |
| 8  | Братська могила воїнів Української Повстанської Армії (17 чол.)                   |         | с. Людвище                         | 1906            | Наказ управління культури Тернопільської обласної державної адміністрації від 18.10.2005 р. № 112 |
| 9  | Пам’ятний знак (хрест) на честь 50-річчя створення Української Повстанської Армії | 1992    | с. Рохманів                        | 3243            | Наказ управління культури Тернопільської обласної державної адміністрації від 27.01.2010 р. № 16  |
| 10 | Братська могила воїнів Української Повстанської Армії (18 чол.)                   |         | с. Угорськ                         | 1909            | Наказ управління культури Тернопільської обласної державної адміністрації від 18.10.2005 р. № 112 |

## Пам'ятки монументального мистецтва
| № | Назва                                                                            | Дата    | Адреса                     | Охоронний номер | Документ про взяття на облік                                                                      |
| - | -------------------------------------------------------------------------------- | ------- | -------------------------- | --------------- | ------------------------------------------------------------------------------------------------- |
| 1 | Пам’ятник поету, письменнику, художнику Шевченку Тарасу Григоровичу              | 1999 р. | м. Шумськ, вул. Українська | 1899            | Наказ управління культури Тернопільської обласної державної адміністрації від 18.10.2005 р. № 112 |
| 2 | Пам’ятник поету, громадському діячу Франку Івану Яковичу                         | 1964 р. | с. Вілія                   | 679             | Рішення виконкому Тернопільської обласної ради від 22.03.1971 р. № 147                            |
| 3 | Пам’ятник державному і військовому діячу, гетьману України Хмельницькому Богдану | 1967 р. | с. Людвище                 | 681             | Рішення виконкому Тернопільської обласної ради від 22.03.1971 р. № 147                            |
| 4 | Пам’ятник поету, письменнику, художнику Шевченку Тарасу Григоровичу              |         | с. Цеценівка               | 2988            | Розпорядження Представника Президента України в Тернопільській області від 25.06.1992 р. № 148    |